# Børøyfjorden (Øksnes)
|  | Ikke at forveksle med Børøyfjorden (Bømlo) i Hordaland. |
Børøyfjorden (også skrevet Børrøyfjorden)er en fjord eller et sund mellem Langøya og Skogsøya i Øksnes kommune i Nordland fylke  i Norge. Fjorden går syv kilometer fra vest til øst og ender ved Svinøya, som ligger mellem de to nævnte øer. Børøya, som fjorden er opkaldt efter, ligger på sydsiden af fjorden. I vest grænser fjorden til Tindsøya og i nord til Hjellsandøya. Fra Svinøya går Svinøysundet og Kaldhammarsundet på hver sin side af øen videre mod øst.
Den eneste bebyggelse ved fjorden er Tunstad på sydsiden af Skogsøya. Her går også fylkesvej 942 (Nordland) langs fjorden.